# Laval-sur-Luzège
 Laval-sur-Luzège  (en occitano La Val) es una comuna  y población de Francia, en la región de Lemosín, departamento de Corrèze, en el distrito de Tulle y cantón de Lapleau.
Su población en el censo de 2008 era de 90 habitantes.
No está integrada en ninguna Communauté de communes.

## Demografía
| 161 | 190 | 161 | 126 | 96 | 87 | 90 |
| Para los censos de 1962 a 1999 la población legal corresponde a la población sin duplicidades (Fuente: INSEE [Consultar]) |     |     |     |    |    |    |